# Richard Villepontoux
Richard Villepontoux foi um ciclista francês que representou França nos Jogos Olímpicos de Verão de 1908 competindo em três provas de ciclismo de pista.